# Stephania Vásquez Stegman
Stephania Sofia Vázquez Stegman (ur. 7 lipca 1992 w Asunción) – paragwajska modelka i aktorka, zdobywczyni tytułu Miss Supranational 2015.

## Kariera
W swoim rodzinnym kraju zdobyła 3 miejsce Miss Paragwaju 2011, gdzie automatycznie została mianowana Miss Internacional Paraguay 2011. Niedługo po tym wyleciała do Chengdu w Chinach na konkurs Miss International 2011, niestety nie dostała się tam nawet do półfinału. W 2015 roku została delegowana na konkurs Miss Supranational 2015 w Polsce, jako reprezentantka Paragwaju, gdzie zwyciężyła.
Stephania pracuje dla agencji fotomodelek civiles.com